# Saint-Vincent-le-Paluel
Saint-Vincent-le-Paluel är en kommun i departementet Dordogne i regionen Nouvelle-Aquitaine i sydvästra Frankrike. Kommunen ligger i kantonen Sarlat-la-Canéda som tillhör arrondissementet Sarlat-la-Canéda. År 2022 hade Saint-Vincent-le-Paluel 293 invånare.

## Befolkningsutveckling
Antalet invånare i kommunen Saint-Vincent-le-Paluel
Referens:INSEE